# Lycophidion hellmichi
Espèce
Statut de conservation UICN

 DD  : Données insuffisantes
Lycophidion hellmichi est une espèce de serpents de la famille des Lamprophiidae.

## Homonymie
Il ne faut pas confondre cette espèce, décrite par Laurent en 1964, avec Lycophidion hellmichi Haacke, 1970 qui est, quant à elle, synonyme de Lycophidion namibianum Broadley, 1991.

## Répartition
Cette espèce se rencontre dans le sud de l'Angola et en Namibie. Sa présence est incertaine en République démocratique du Congo.

## Étymologie
Cette est nommée en l'honneur de Karl George Walter Hellmich.

## Publication originale
- Laurent, 1964 : Reptiles et batraciens de l'Angola (troisième note). Companhia de Diamantes de Angola (Diamang), Serviços Culturais, Museu do Dundo (Angola), vol. 67, p. 1-165.